# Tlahuelompa, Tlanchinol
Tlahuelompa är en ort i Mexiko.   Den ligger i kommunen Tlanchinol och delstaten Hidalgo, i den sydöstra delen av landet, 190 km norr om huvudstaden Mexico City. Tlahuelompa ligger 731 meter över havet och antalet invånare är 223.
Terrängen runt Tlahuelompa är kuperad norrut, men söderut är den bergig. Terrängen runt Tlahuelompa sluttar norrut. Runt Tlahuelompa är det ganska tätbefolkat, med 86 invånare per kvadratkilometer. Närmaste större samhälle är San Felipe Orizatlán, 12,4 km norr om Tlahuelompa. I omgivningarna runt Tlahuelompa växer i huvudsak städsegrön lövskog.